# 南京五台山体育センター
南京五台山体育センター（なんきんごだいさんたいいくセンター、簡体字:南京五台山体育中心）は、中国江蘇省南京市の五台山上にあるスポーツ施設である。体育館、陸上競技場、水泳場、テニス場等からなる総合運動公園である。

## 概要
1951年に起工し、うち陸上競技場の南京五台山スタジアム（南京五台山体育场）は1952年8月18日に建設を開始し、1953年に竣工した、江蘇省では最も早期に完成したナイター施設を有するサッカー施設である。センターの敷地面積は220畝あり、年間400万人が利用し、200余のスポーツ、文化イベントに使用されている。

## 施設
主要施設としては1万人収容の体育館、水泳、飛び込み場、総合トレーニング館、ボウリング場、陸上競技兼サッカー場、テニス場などがある。イベント等が開催されない日には一般開放が行われる施設もある。
陸上競技場
南京五台山体育場（南京五台山体育场）は1952年8月18日に建設を開始し、1953年に竣工した陸上競技場。球技場としても使用される。江蘇蘇寧LFCのホームスタジアムでもある。
体育館
南京五台山体育館（南京五台山体育馆）1975年に完成した体育館。江蘇ドラゴンズのホームアリーナでもあり、ネーミングライツにより中国銀聯体育館とも呼ばれる。

## 脚註
1. ↑  舜天主场定在奥体票价20元 成绩是吸引球迷根本
2. 1 2  “中心簡介”. 南京五台山体育中心 (2018年). 2018年10月6日閲覧。
3. ↑  南京五台山体育场动工兴建（archive版）
4. ↑  “五台山体育场简介 - 五台山体育场 - 江苏省五台山体育中心” (中国語). m.js-wts.com. 2018年10月6日閲覧。
5. ↑  “従五台山体育館到青奥体育公園 場館変遷記録南京人的籃記憶”. 竜虎網 (2018年7月28日). 2018年10月6日閲覧。